# Alloporus peregrinus
Alloporus peregrinus är en mångfotingart som beskrevs av Lawrence 1965. Alloporus peregrinus ingår i släktet Alloporus och familjen Spirostreptidae. Inga underarter finns listade i Catalogue of Life.